# Ludwig Wilhelm von Münchow
Ludwig Wilhelm von Münchow, seit 1741 Graf, (* 1709; † 23. September 1753 in Breslau) war ein preußischer Wirklicher Geheimer Etatsminister, Dirigierender Minister für Schlesien.

## Leben

### Herkunft und Familie
Ludwig Wilhelm, der unvermählt blieb und ohne Kinder zu hinterlassen verstarb, entstammte der Buckower Linie des pommerschen Adelsgeschlecht von Münchow. Seine Eltern waren der preußische Kammerpräsident Christian Ernst von Münchow (1671–1749) und Eleonore Philippine, geborene Chwalkowo von Chwalkowski herb. Odrowąż (1693–1741).
Gemeinsam mit seinen Brüdern Philipp Ernst von Münchow, Erbherr auf Kosemühl, preußischer Major und Flügeladjutant, Ritter des Johanniterordens und Carl Gustav von Münchow (1717–1780), preußischer Major, Ritter des Johanniterordens, wurde er am 6. November 1741 in den preußischen Grafenstand erhoben.

### Werdegang
Münchow wurde am 7. Mai 1709 in Berlin getauft. Seit November 1724 war er an der Brandenburgische Universität Frankfurt eingeschrieben. Spätestens im April 1729 war er Auskultator in der Kurmärkischen Kammer und ab Oktober 1730 kurmärkischer Kriegs- und Domänenrat. Er erhielt 1735 das Prädikat Geheimer Kriegsrat und avancierte im Mai 1739 zum Kammerdirektor. Von Juni 1740 bis März 1743 war er Finanzrat im III. Departement des Generaldirektoriums.
Während des Ersten Schlesischen Krieges leitete er ein Feld-Kriegskommissariat und übernahm im Oktober 1741 ad interim als Chefpräsident die neugebildete Glogauer Kammer. Im März 1742 wurde er erster schlesischer Provinzialminister und Chef der beiden Kammern zu Breslau und Glogau, was er bis zu seinem Tod auch blieb.
Münchow wurden neben seiner Hebung in den Grafenstand verschiedene weitere Ehrenbekundungen zu teil. So war er Truchseß der Kurmark bzw. Erbtruchseß der Mark Brandenburg, Komtur des Johanniterordens zu Schivelbein und Lagow, seit 1743 Ritter des Schwarzen Adlerordens und seit Januar 1744 Ehrenmitglied der Preußischen Akademie der Wissenschaften in Berlin.
Er verfügte über einen umfangreichen Gutsbesitz. Er war Herr auf Klein Kauer und Golschwitz, Wollin, Grunau, Kose, Kosemühl, Groß und Klein Rogittke, Mikrow, Wodnogge und Grossendorf. Bis 1755 war er auch (Mit-)Besitzer von Belkau im Kreis Neumarkt.